# Onthophagus nigripennis
Onthophagus nigripennis é uma espécie de inseto do género Onthophagus, família Scarabaeidae, ordem Coleoptera. Foi descrita por D'Orbigny em 1908.
Visitam o esterco de elefantes. Encontram-se na Malásia.